# 오정한
오정한은 조선시대 문신이다. 자는 운장(雲章)이며, 본관은 동복(同福)이다. 부인은 숙부인 은진송씨이다.

## 생애
오정한은 1674년 출생하여 1707년에 졸하였다. 의금부도사를 지냈으며, 좌승지로 추증되었다.

## 가족
증조부-오원몽(증 좌승지)
증조모-부인 이천서씨(부:서흠-참봉,조부:서간-감찰)
- 고조부-오극권(증 이조판서)
- 고조모-정부인 당진장씨(부:장린-정랑,조부:장처지-평시령)
  - 증조-오세현(증 영의정)
  - 증조모-정경부인 창녕성씨(부:성근-참봉,조부:성세후-사성,증조:성충달-현령)
    - 조부-오백령(복천군 이조참판, 증 영의정)
    - 조모-정경부인 제주고씨(부:고경룡-참의,조부:고우,증조:고세정-만호,외조:이난희-첨지정사)
    - 조모-정경부인 남원양씨(부:양사행-첨지중추부사,조부:양윤의,증조부:숙-목사,외조부:정휴복-군수)
      - 부-오준(예조판서)
      - 모-정경부인 진주유씨(부:유시회-부사,조부:유격-정언,증조부:유영문-진사,외조부:권길-판관)
        - 부인-숙부인 은진송씨(부:송흔-현감,조부:송석경-참판,증조:송흥조-직장,외조:안극충-현감)
          - 자-오시봉(증 이조참의)
          - 자부-정부인 양천허씨(부:허정-승지,조부:허계-참판,증조부:허징-판중추부사,외조부:이정한)
            - 손자-오상경
            - 손자부-진주이씨
            - 손자-오상순(사마돈령도정, 증 이조판서)
            - 손자부-정부인 진주이씨(부:이후설-승지,조부:이헌규-병조정랑,증조:이응순-참판,외조:심제-부윤)
            - 서손-원령군 이헌(종실)(부:광평군)